# Baie Vermilion
La Baie Vermilion est une baie donnant sur le golfe du Mexique, située au sud de la Louisiane, aux États-Unis.
La baie vermilion s'étend à l'ouest sur la paroisse d'Ibérie et à l'est sur la paroisse de Vermilion de part et d'autre de la rivière Vermilion. La baie forme un grau, en marquant une communication entre les eaux de la mer et les eaux intérieures par un passage face à la Grosse-Île-du-Vermillion.
Trois bayous principaux se jettent dans cette baie, le bayou Petite Anse sur la rive Nord, à l'Est de la rivière Vermilion ; le bayou Cypremort à l'Est et le bayou Salé au sud-est près du golfe du Mexique. Un estuaire poissonneux habité par plusieurs espèces d'oiseaux.
La baie Vermilion communique, dans sa partie orientale, à la baie Côte Blanche.